# AVG AntiVirus
AVG AntiVirus (trước đây là AVG, viết tắt của Anti-Virus Guard) là một phần mềm diệt virus được phát triển bởi AVG Technologies, một công ty con của Avast Software. Nó có sẵn cho Windows, macOS và Android.

## Lịch sử
Thương hiệu AVG xuất phát từ sản phẩm đầu tiên của Grisoft, "Anti-Virus Guard", ra mắt vào năm 1992 tại Cộng hòa Séc. Năm 1997, các giấy phép AVG đầu tiên đã được bán ở Đức và Anh. AVG đã được giới thiệu ở Hoa Kỳ vào năm 1998.
AVG Free Edition giúp nâng cao nhận thức về dòng sản phẩm AVG
. Trong năm 2006, gói bảo mật AVG đã tăng lên bao gồm chống phần mềm gián điệp, như AVG Technologies đã mua lại
ewido Networks, một nhóm chống phần mềm gián điệp
. Cùng năm đó, Microsoft thông báo rằng các thành phần AVG sẽ có sẵn trực tiếp trong Windows Vista. AVG Technologies mua lại phòng thí nghiệm phòng chống khai thác (XPL) vào tháng 12 năm 2007, và kết hợp công nghệ tìm kiếm và lướt web an toàn LinkScanner của công ty vào sản phẩm bảo mật AVG 8.0 được phát hành vào tháng 3 năm 2008. Vào tháng 1 năm 2009, AVG Technologies đã mua lại Sana Security, một nhà phát triển phần mềm phòng chống trộm danh tính. Phần mềm này được kết hợp vào các sản phẩm bảo mật AVG được phát hành vào tháng 3 năm 2009.
Theo AVG Technologies, công ty có hơn 200 triệu người dùng hoạt động trên toàn thế giới, bao gồm hơn 100 triệu người sử dụng sản phẩm và dịch vụ của họ trên thiết bị di động
Vào ngày 7 tháng 7 năm 2016, Avast thông báo thỏa thuận mua AVG với giá 1,3 tỷ USD.

## Hỗ trợ nền tảng
AVG cung cấp AVG AntiVirus Free cho  Windows, AVG AntiVirus for Mac cho macOS, và AVG AntiVirus for Android cho các thiết bị Android. Tất cả là sản phẩm có bản quyền: Chúng được tự do tải xuống, cài đặt, cập nhật và sử dụng, nhưng để được hỗ trợ kỹ thuật, một kế hoạch phí bảo hiểm phải được mua.

## Tính năng
AVG có hầu hết các tính năng phổ biến hiện có trong các chương trình chống virus và Internet hiện đại, bao gồm quét định kỳ, quét email gửi và nhận (bao gồm thêm phần chân trang vào email), khả năng "sửa chữa" một số tập tin bị nhiễm virus, và một khu vực kiểm định ("két chứa virus") trong đó giữ các tập tin bị nhiễm.

### LinkScanner
Công nghệ LinkScanner đang chờ cấp bằng sáng chế từ Exploit Prevention Labs và được tích hợp vào hầu hết các sản phẩm của AVG cung cấp khả năng bảo vệ cập nhật theo thời gian thực chống lại các cuộc tấn công khai thác. LinkScanner bao gồm: Search-Shield – một thành phần tìm kiếm an toàn đặt xếp hạng an toàn bên cạnh mỗi liên kết trong Google, Yahoo! và kết quả tìm kiếm MSN; cộng thêm Active Surf-Shield – một thành phần lướt an toàn quét nội dung của một trang web trong thời gian thực để đảm bảo nó được mở an toàn
. Các mối quan tâm về phân tích web đã được thực hiện
LinkScanner một thành phần gây tranh cãi
(xem phía dưới "Mối liên quan LinkScanner").

#### Mối liên quan LinkScanner
Khi AVG 8.0 được phát hành lần đầu tiên, tính năng tìm kiếm an toàn LinkScanner của nó đã được hiển thị làm tăng lưu lượng truy cập trên các trang web xuất hiện cao trong các trang kết quả tìm kiếm.
Kể từ khi LinkScanner giả mạo việc quét từ trình duyệt Internet Explorer 6 khi nó cho phép mỗi trang được liệt kê trong kết quả tìm kiếm, các bản ghi sử dụng trang web đã cho thấy các thống kê khách truy cập trang web không chính xác và quá tải.
Việc kiểm tra trước mỗi liên kết trong kết quả tìm kiếm cũng khiến các trang web chuyển nhiều dữ liệu hơn bình thường, dẫn đến việc sử dụng băng thông cao hơn cho các nhà khai thác trang web và hiệu suất chậm cho người dùng.
 AVG ban đầu cho biết các quản trị viên trang web có thể lọc lưu lượng truy cập LinkScanner ra khỏi số liệu thống kê trang web của họ, để lại vấn đề sử dụng băng thông quá mức vẫn phải được giải quyết.
 Quảng cáo Pay-per-click không bị ảnh hưởng bởi sự gia tăng lưu lượng truy cập.

### AVG Online Shield
AVG Online Shield là một tính năng, được thiết kế để kiểm tra các tập tin và đảm bảo chúng an toàn. AVG Online Shield cũng đảm bảo sự an toàn của trao đổi tệp tin thông qua nhắn tin tức thời và khách hàng VoIP.
Để đáp ứng các khiếu nại, AVG đã thông báo rằng từ ngày 9 tháng 7 năm 2008 "Search-Shield sẽ không quét từng kết quả tìm kiếm trực tuyến cho các khai thác mới, gây ra sự đột biến mà các quản trị web đã giải quyết với chúng tôi", phát hành một bản xây dựng mới vào ngày đó áp dụng một danh sách đen địa phương, sau đó tìm nạp trước và quét chỉ những liên kết được nhấp bởi người dùng.

## Tranh cãi
Vào năm 2014, có rất nhiều báo cáo kể từ năm 2012 rằng AVG SafeGuard Toolbar tự cài đặt nếu không có sự đồng ý của người dùng, như một phản ứng phụ của việc cài đặt các ứng dụng khác. Các chương trình thanh công cụ dường như gây ra vấn đề RAM đáng kể và có thể được coi là xâm nhập
chương trình không mong muốn (PUP). Sau khi cài đặt, thanh công cụ AVG hầu như không thể gỡ bỏ. Trình gỡ cài đặt thanh công cụ không hoạt động, thay vì cài đặt lại tiện ích nếu xóa thủ công. Do đó, nhiều cuộc thảo luận và các bài đăng trên blog đã mô tả các thủ tục phức tạp để loại bỏ thanh công cụ AVG, mỗi kết quả rất hỗn hợp.
Vào tháng 9 năm 2015, AVG thông báo sẽ bắt đầu theo dõi người dùng để kiếm lợi nhuận, phân tích dữ liệu của họ để bán cho ngành quảng cáo. Giải pháp này đã nhận được những lời chỉ trích từ người tiêu dùng, báo chí và ngành công nghiệp an ninh vì nhiều người sử dụng đã sử dụng phần mềm này để tự bảo vệ mình khỏi spyware và không mong đợi các chức năng của phần mềm gián điệp sẽ "ẩn" trong phần mềm bảo mật.
Vào tháng 12 năm 2015, tiện ích "AVG Web TuneUp"
Google Chrome (tự động cài đặt với AVG AntiVirus) đã được tiết lộ có chứa nhiều lỗ hổng bảo mật quan trọng. Đáng chú ý nhất là lịch sử duyệt web của Chrome có thể bị phơi bày với bất kỳ trang web nào, cookie từ bất kỳ trang nào người dùng đã truy cập có thể bị kẻ tấn công đọc, và các vấn đề về cross-site scripting (XSS) có thể cho phép bất kỳ trang web nào để thực thi mã tùy ý (như một tên miền khác).
Lỗ hổng XSS đã cho phép thư của người dùng từ "mail.google.com" được đọc bởi bất kỳ trang web nào, hoặc thông tin tài chính phải được đọc từ trang web ngân hàng trực tuyến của người dùng. Nhóm AVG đã sửa lỗi này bằng cách chỉ cho phép "mysearch.avg.com" và "webtuneup.avg.com" để thực hiện các tập lệnh này. Mặc dù phương pháp khắc phục này, kẻ tấn công có thể tận dụng bất kỳ cuộc tấn công nào nếu một lỗ hổng XSS đã được tìm thấy trên các trang web AVG. Tính đến tháng 4 năm 2016, Web TuneUp vẫn không có sẵn để tải xuống từ trang web của AVG.

## Tiếp nhận
AVG Antivirus Free 2012 đã được chọn làm PC Magazine Editors Choice trong danh mục chống virus miễn phí. AVG AntiVirus Free 2015 nhận được huy hiệu Editor Choice của SoftChamp.